# 野風溼身的女人
《野風溼身的女人》，為日活電影公司「羅曼情慾電影45週年紀念企劃」特邀全新製作的五部電影之一，由永岡佑與間宮夕貴擔綱演出，害蟲導演鹽田明彥編導，本片是致敬神代辰巳1973年所推出的情色代表作《濕濡的戀人》，電影於2016年12月17日在日本上映，2017年1月13日在台灣上映。

## 劇情
為了逃離回憶與都市喧囂，高介（永岡佑飾）在山中小屋避世而居，但是他邂逅了青春洋溢與野性魅力的汐里（間宮夕貴飾），因此也墮入了難以自拔的慾望漩渦。

## 演員
- 間宮夕貴：汐里
- 永岡佑：柏木高介
- 鈴木美智子：
- 加藤貴宏：
- 鄭龍進：
- 中谷仁美：三久夕子
- 赤木悠真：
- 池村匡紀：
- 前田峻輔：
- 大西輝卓：
- 谷戶亮太：

## 評價
本片在爛番茄的新鮮度為82%，平均得分7.2／10。在Metacritic上，電影獲得59分。

## 外部連結
- 風に濡れた女 （页面存档备份，存于）
- 互联网电影数据库（IMDb）上《野風溼身的女人》的资料（英文）
- Box Office Mojo上《野風溼身的女人》的資料（英文）
- 爛番茄上《野風溼身的女人》的資料（英文）
- Metacritic上《野風溼身的女人》的資料（英文）
- AllMovie上《野風溼身的女人》的资料（英文）
- Yahoo奇摩電影上《野風溼身的女人》的資料（繁體中文）
- 開眼電影網上《野風溼身的女人》的資料（繁體中文）
- 雅虎香港電影上《野風溼身的女人》的資料（繁體中文）
- 豆瓣电影上《野風溼身的女人》的資料 （简体中文）
- 时光网上《野風溼身的女人》的資料（简体中文）